# Zombie walk

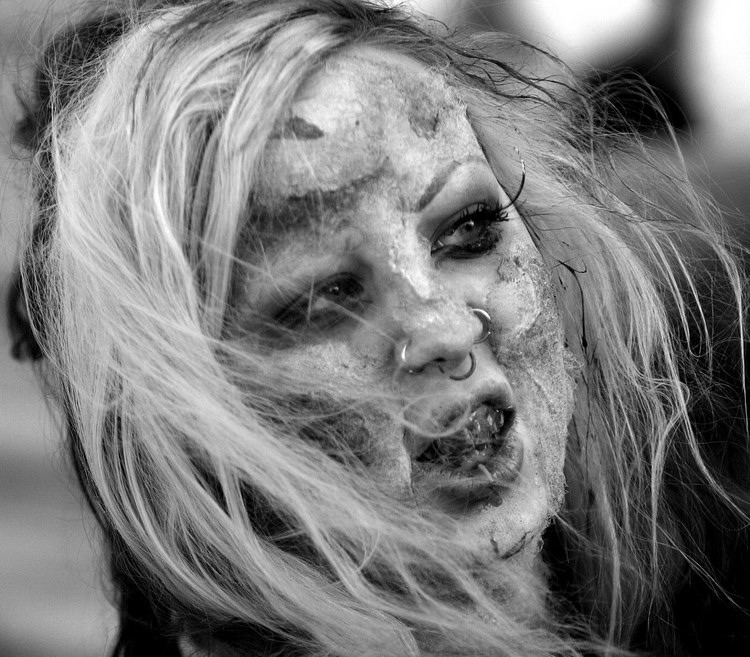
Résztvevő egy edmontoni Zombie Walk rendezvényen (2007. október)

A zombie walk vagyis zombiséta egy szervezett közösségi rendezvény, melynek résztvevői zombiknak öltözve vonulnak végig általában valamely város központjában.

## Öltözet
A zombie walk rendezvények általában nagyobb városokban jellemző események, főként Észak-Amerikában Az esemény során a résztvevők zombi külsőt öltenek és igyekeznek úgy is viselkedni, mint az élőhalottak; morognak, nyögnek, hörögnek és agyvelő után nyöszörögnek. A zombik szokásai napjaink vitatott témája. Azok, akik a zombikat George A. Romero Élőhalott-sorozata alapján ismerik, azt állítják, egy zombi sosem lenne képes agyvelő után siránkozni, sőt egy zombinak csak élő vagy frissen megölt áldozat húsára van szüksége a létezéséhez, és nem az agyára.
A rendezvények célja és összetevői népszerűségének növekedésével együtt változott. Több lehetőség is van arra, hogy fokozzák az érdeklődést a rendezvény iránt: egyes zombi csapatok áldozatokat „esznek”, hogy azokból újabb zombikat hozzanak létre, és mindezt nézők szeme láttára. A jobban megszervezett zombihordák kijelölnek egy útvonalat és egy könnyen észrevehető jelzést, így néhány résztvevő a megbeszélt jelzést viselve régi, könnyen eltéphető ruházatban a járókelők között sétál, és amikor a csapat arra vánszorog, „észreveheti és felfalhatja új áldozatát”. Ruhája szétszaggatásával és némi hamis vérrel létrehozzák új társukat. Más résztvevők katonáknak öltöznek, akik az élőhalottak terjeszkedését igyekeznek megakadályozni, vagy túlélőknek öltöznek, akik igyekeznek megvédeni magukat a zombihordáktól.
Egyes rendezvényeket politikai gyülekezésnek álcáznak, hogy „felhívják a figyelmet a zombik jogaira” és a résztvevők transzparenseket visznek magukkal. Több zombie walk rendezvényt szerveztek a világ éhezőire való figyelemfelhívásként és közben adományokat gyűjtöttek az ételosztó szervezetek számára.

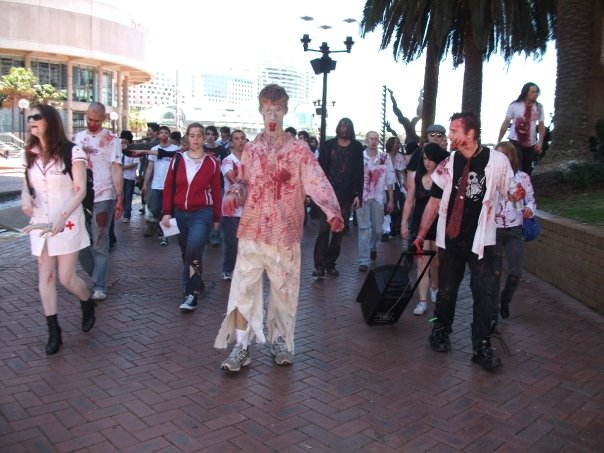
Zombik Sydneyben (2009. november)

## Történelem

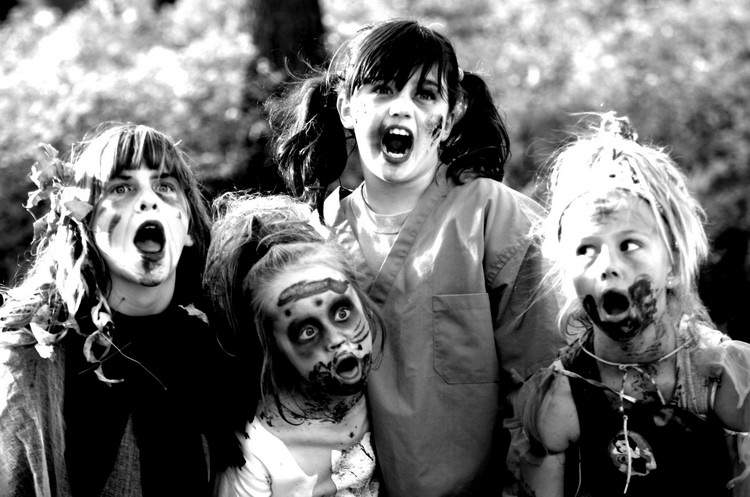
Edmonton, 2007. október

A legkorábbi feljegyzett zombie walk 2001. augusztus 19-én volt a kaliforniai Sacramentóban. A The Zombie Parade elnevezésű rendezvény Bryna Lovig agyából pattant ki, a The Trash Film Orgy szervezőinek javasolta ötletét az éves éjszakai filmfesztiváljuk alkalmából. 2002. július 27-én tartották a következőt, majd éves eseménnyé nőtte ki magát.
Az első Zombie Walk néven megrendezett esemény 2003 októberében volt Torontóban. Egy helyi horrorrajongó, Thea Munster szervezte, akkor még mindössze hat résztvevővel. A következő években a Toronto Zombie Walk jelentős növekedésnek indult. Az első zombie walk egyik résztvevője, Heather McDermitt Vancouverbe költözött és ott is meghonosította a rendezvényt. 2005. augusztus 27-én több mint 400 zombi vonult át a vancouveri Pacific Centre bevásárlóközponton. A város SkyTrain nevű vonatján utaztak, melyet az esemény idején SkyBrainnek vagy BrainTrainnek neveztek, majd 35 tömbön át vonultak a Mountain View temetőbe.
A 2000-es évek vége felé ismét számottevően nőtt a zombiséták utáni érdeklődés az olyan sikeres zombifilmek népszerűségének köszönhetően, mint A Kaptár-sorozat, a 28 nappal később, a Holtak hajnala, a Haláli hullák hajnala, a Holtak földje vagy a Zombieland. A rendezvények egyre jobban terjedtek Észak-Amerikában, majd az egész világon.
A zombiséták rendszeres eseményei a ZomBcon rajongói találkozóknak, melyet Seattle-ben rendeznek meg minden év októberében. A zombifelvonulás mellett a fesztivál résztvevői találkozhatnak zombi témákkal foglalkozó szerzőkkel, színészekkel, rajzolókkal, filmvetítésekkel, és más zombirajongókkal. A ZomBcon emellett megrendezi minden év júliusában a Red, White, and Dead zombi-felvonulást.
Magyarországon 2011 júniusában rendezték volna meg Budapesten az első Zombie Walk rendezvényt, azonban ezt elhalasztották 2011. szeptemberre. Végül augusztusban a Zombie Walk Budapest Facebook oldalán bejelentették, hogy az esemény támogatók hiányában elmarad.

## Rekordok

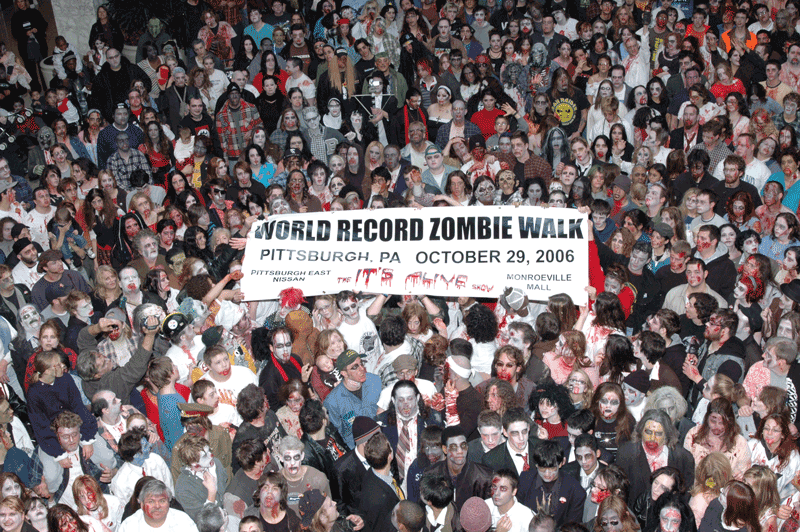
Rekordkísérlet Pittsburghben (2006. október, Monroeville Mall)

Az első tömeges zombiséta rekordkísérletet 2006. október 29-én tartották Pittsburgh külső részén a Monroeville bevásárlóközpontnál. A Guinness 894 ember részvételét regisztrálta a rendezvényen. 2007. október 28-án ugyanott egy újabb eseményen új rekordot állítottak fel 1028 élőhalottnak öltözött résztvevővel.
2007-ben egy torontói Zombie Walk 1100 zombit hozott össze, melyet a torontói rendőrség igazolt. Abban az időben ez volt a legnagyobb feljegyzett ilyen esemény.
2008. május 25-én Brisbane-ben volt zombifelvonulás, melyen a média közlése szerint nem hivatalos rekordként 1500 fő vett részt.
2008. június 21-én Chicagóban szintén nem hivatalos rekordot állítottak 1550 főre becsült zombifelvonulás keretében.
2008. október 30-án a michigani Grand Rapidsben az eddigi legnagyobb számú zombi részvételével rendeztek zombisétát, melyen nagyjából 4000 zombi vett részt. Az eseményt a Grand Rapids Community College diákja, Rob Bliss a Facebookon szervezte, de az azzal járó költségek és teendők miatt nem lett Guinness rekordként regisztrálva.
2008. október 31-én Nottingham régi piacterén 1227 élőhalott táncolt Michael Jackson Thrillerjére, a Disturbia és a  Ghostbusters című számokra. Ez az esemény volt a második hivatalos rekord.

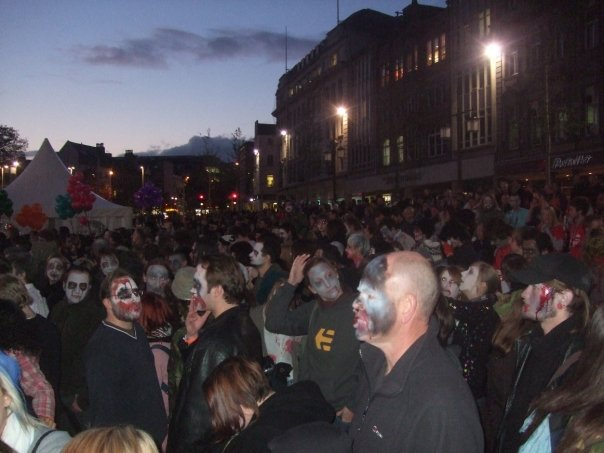
A nottinghami Zombie Walk 2008 októberében

2009 júniusában Pittsburghben a zombimániások visszaszerezték a rekordtartó szerepet, amikor a Guinness igazolta, hogy a 2008. október 26-ai Zombie Fest rendezvényen 1341 fő vett részt.
2009. július 3-án egy seattle-i felvonulás megdöntött minden addigi rekordot, a Guinness 3894 zombi részvételét igazolta a Red, White and Dead elnevezésű rendezvényen. bár a helyiek állítása szerint 4277 fő volt.
2009 októberében egy augusztus 6-ai Ledburyben (Herefordshire) szervezett fesztiválon 4026 zombit regisztrált a Guinness.
2009. október 25-én Brisbane-ben a queenslandi rendőrség jelentése szerint 5000 zombi vett részt egy jótékony célú rendezvényen, mely célja figyelemfelkeltés és pénzgyűjtés volt a találóan kiválasztott ausztráliai Brain Foundation részére.
2009. október 30-án Grand Rapidsben ismét igyekeztek rekordot dönteni. A szintén Rob Bliss által szervezett eseményen 8000 főre becsülték a jelenlevőket, 40-50 önkéntes gyűjtötte a résztvevők aláírásait, de a rekordot a Guinness nem regisztrálta még.

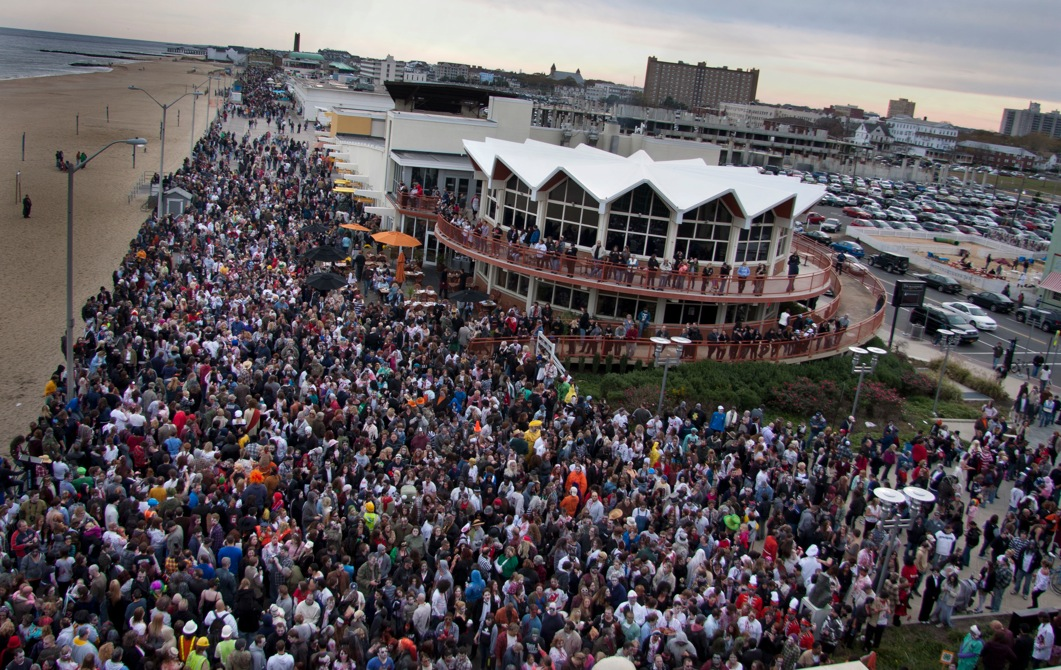
New Jersey Zombie Walk, 2010. október 30.

2010. október 23-án Denverben az ötödik Denver Zombie Crawl szervezői több mint 7300 főre becsülték a jelenlevő élőhalottak számát. Október 24-én 10 000 ezer fős zombisétát jelentettek Brisbane-ben, mely ismét a Brain Foundation részére gyűjtött adományokat. A Guinness ezek egyikét sem regisztrálta hivatalos világrekordként.
A Guinness által is elismert új rekordot 2010. október 30-án állították fel New Jerseyben az Asbury Parkban a harmadik New Jersey Zombie Walk alkalmával, ahol 4093 résztvevőt ismert el a Guinness, bár a szervezők, a rendőrség és tűzoltóság több mint 5000 főre becsülték a zombik számát.
2011. július 2-án Seattle-ben új rekord született, amikor 4522 zombit számláltak a harmadik Red, White and Dead rendezvényen.
2011. július 23-án a Dublin Zombie Walk helyszínén 8000 főre becsülték a jelenlevő zombik számát, de a Guinnesstől való visszaigazolás még nem történt meg.